# St-Pierre (Melle)

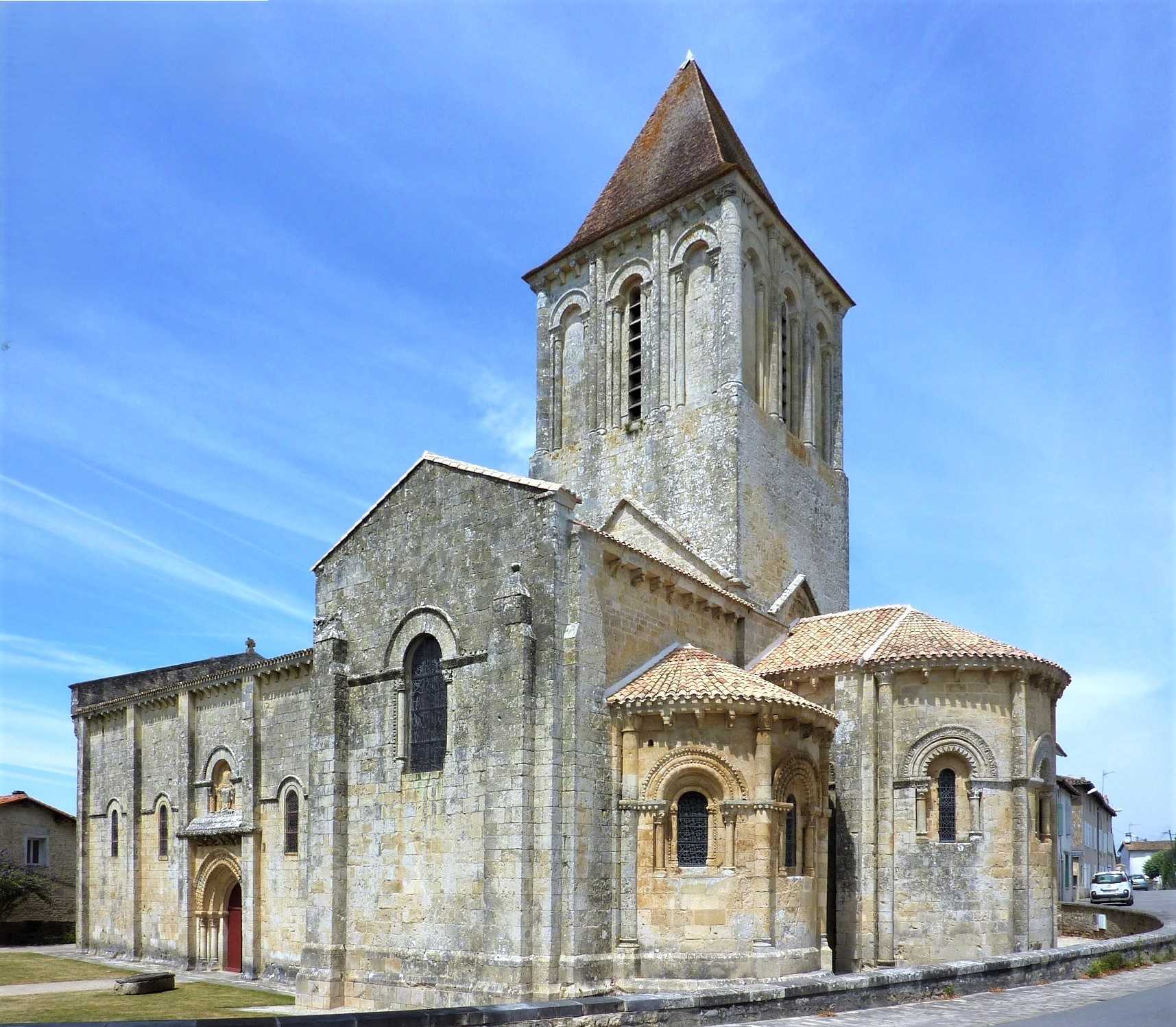
Kirche Saint-Pierre

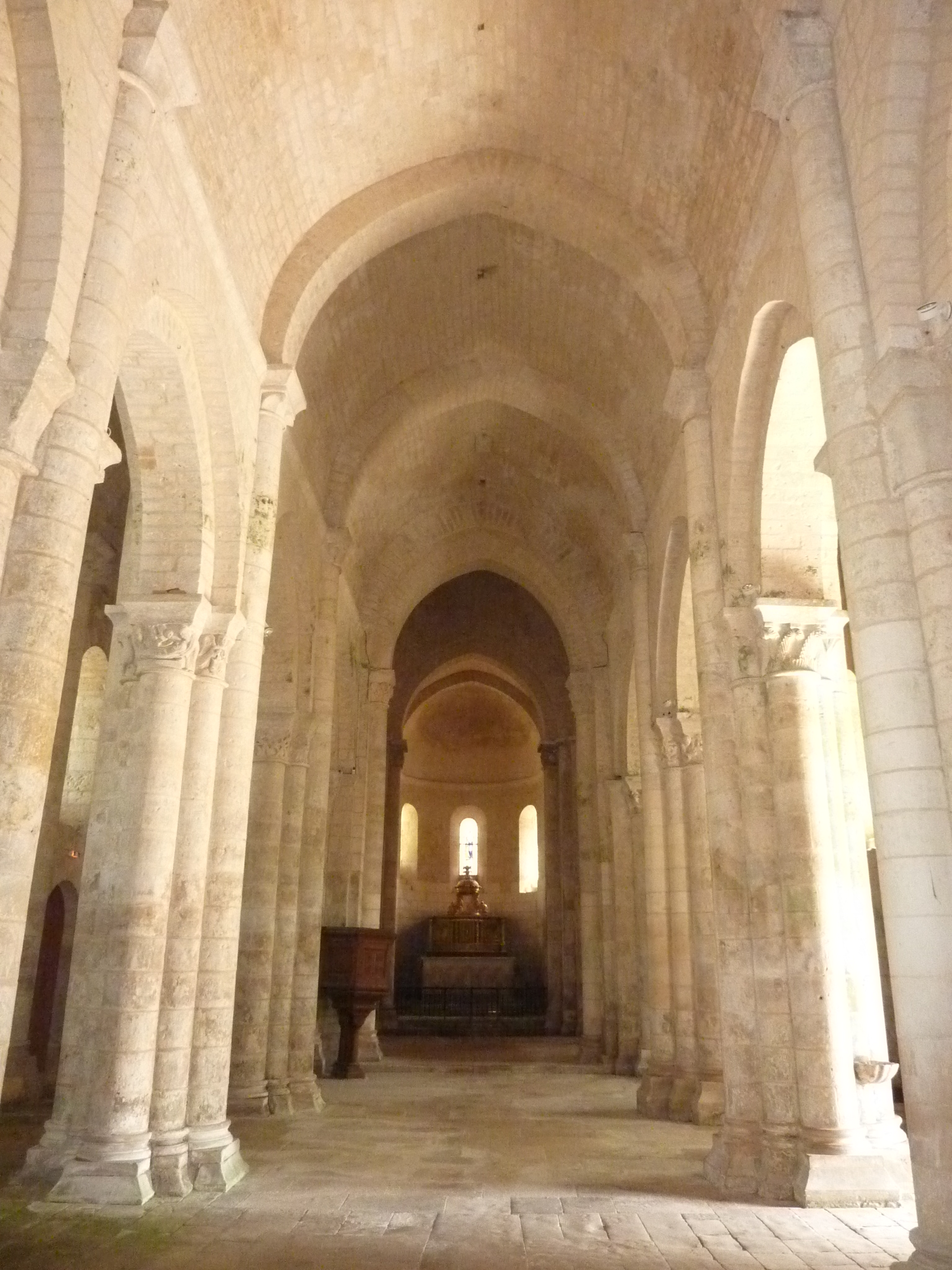
Blick durch das Langhaus

St-Pierre ist eine profanierte romanische frühere Prioratskirche in Melle (Département Deux-Sèvres) in der Region Nouvelle-Aquitaine in Frankreich. Die Kirche ist seit 1862 als Monument historique klassifiziert.

## Geschichte
Im Jahr 950 erwähnt das Kartular der Benediktinerabtei von Saint-Maixent-l’École die Existenz eines Oratoriums von St-Pierre in Melle, das sich im Besitz der Abtei befand. In der zweiten Hälfte des 10. Jahrhunderts hatte sich St-Pierre bereits zur Pfarrkirche entwickelt. Eine Urkunde aus dem Jahr 1132 erwähnt zum ersten Mal, dass dort ein Priorat der Benediktinerabtei eingerichtet worden war, um als Station auf dem Pilgerweg nach Santiago de Compostela zu dienen. Älteste Teile der Kirche sind der Chor von drei Apsiden sowie das Querhaus. 
Die Klostergebäude, die sich vermutlich nördlich der Kirche befanden, wurden im Zuge der Religionskriege zerstört. Die Kirche, die im Jahr 1634 schwer in Mitleidenschaft gezogen worden sein soll, wurde in der zweiten Hälfte des 17. Jahrhunderts renoviert. Die Gewölbe tragen die Jahreszahl 1685. 1857 wurde durch den Architekten Antoine Bizard die Nordseite der Kirche rekonstruiert sowie eine Sakristei angebaut. Im letzten Viertel des 19. Jahrhunderts erfolgte eine Generalsanierung des Gotteshauses.

## Beschreibung

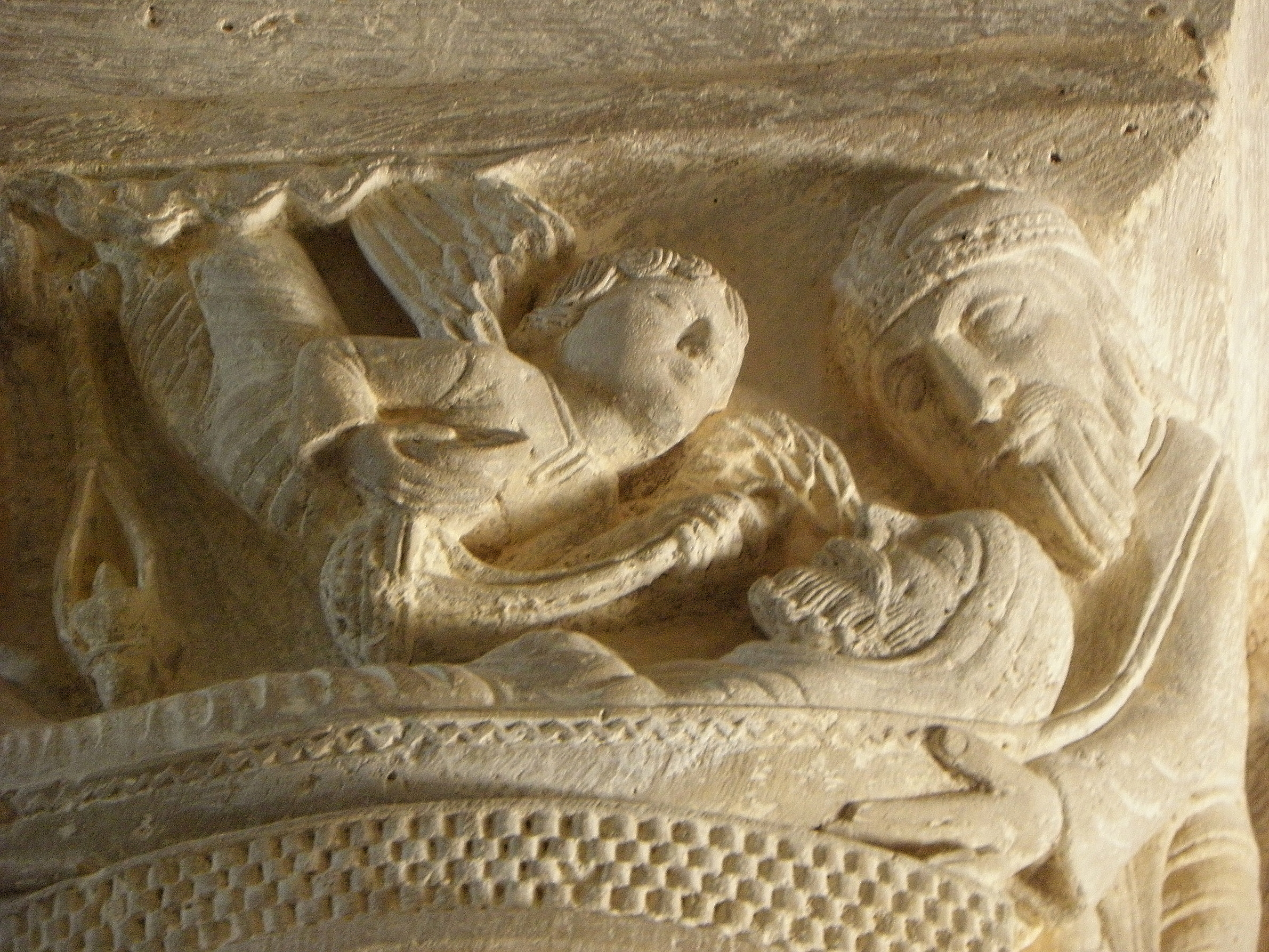
Kapitell, Grablegung Christi

Die dreischiffige Kirche St-Pierre ist die dritte romanische Kirche des Ortes neben St-Hilaire und St-Savinien. Trotz ihrer drei Schiffe besitzt St-Pierre keinen Umgangschor, sondern lediglich eine Hauptapsis mit zwei Nebenapsiden, deren Fenster von außen aufwendig mit plastischen Dekorationsbändern umgeben sind. Die Joche des Langhauses mit seinen Spitztonnengewölben werden von schweren Gurtbögen getrennt.
Zwei Kapitelle, eins mit der Darstellung eines Dornausziehers und ein anderes mit einer schönen – an burgundische Arbeiten erinnernden – Darstellung der Grablegung Christi sind besonders hervorzuheben. Die übrigen zeigen zumeist Rankenwerk, Vögel etc.
Das Südportal gleicht in seinem Aufbau dem Nordportal von St-Hilaire – allerdings sind die Archivolten leicht angespitzt. In der Nische über dem Portal sitzt Christus auf seinem Thron, umgeben von Figurenresten, die als Jungfrau Maria und Johannes gedeutet werden.